# Borut Veselko
Borut Veselko, slovenski igralec, * 27. oktober 1959, Črna na Koroškem.
Odraščal je v Črni na Koroškem in Domžalah. V mladosti se ni zanimal za igro in je najprej končal študij medicine, šele po tistem se je vpisal še na AGRFT. Nekaj časa je bil zaposlen kot igralec v MGL, kasneje pa je zaslovel kot voditelj oddaje Odklop. Veselko je za svoje filmske vloge leta 1991 na Slovenskemu filmskemu maratonu v Portorožu prejel naziv igralec leta, leta 2001 pa je na festivalu slovenskega filma prejel nagrado vesna za najboljšega igralca. Danes deluje kot igralec Prešernovega gledališča v Kranju.
Sodeloval je v mnogih predstavah MGL, Špas teatra, Prešernovega gledališča v Kranju in SiTi teatra. Na televiziji je zaslovel z oddajo Odklop, za katero je prejel štiri viktorje, in sicer za najboljšega televizijskega voditelja ('98 in '99) ter za najboljšo televizijsko kulturno-umetniško dokumentarno ali igrano oddajo ('99) in za najboljšo televizijsko zabavno oddajo ('98). Poročen je z igralko Mašo Derganc.

## Vloge v filmih
- Nekje živi Cenka (1988)
- Kavarna Astoria (1989)
- Operacija Cartier (1991)
- Morana (1993)
- Nasmeh pod pajčolanom (1993)
- radio.doc (1995)
- Betonski človek (1995)
- Peter in Petra (1996)
- Balkanska ruleta (1997)
- Steber (1997)
- Nepopisan list (2000)
- Vrt (2000)
- Poker (2001)
- Mokuš (2006)
- Dromedar (2019)

## TV vloge
- Odklop (Kanal A)
- Adrenalina (Kanal A)
- Življenjska priložnost (2001, Kanal A)
- Pikolovec (2001, TV3)
- Doktor 24 / Zdravnik svetuje (2015/2016, Planet TV)
- Naša mala klinika (2006) kot sanitarni inšpektor Stanislav Podpečanec